# Spinning Around
„Spnning Around” – singel australijskiej piosenkarki Kylie Minogue, pochodzi z albumu Light Years (z 2000 roku). Utwór napisali Ira Shickman, Osborne Bingham, Kara DioGuardi i Paula Abdul.
Wideoklip pokazuje taniec Minogue ubranej w bardzo krótkie złote szorty w klubie nocnym.

## Listy utworów i formaty
Brytyjski / Australijski CD 1
1. "Spinning Around" – 3:28
2. "Spinning Around" (Sharp Vocal Mix) – 7:04
3. "Spinning Around" (7th Spinnin' Dizzy Dub) – 5:23
4. "Spinning Around" (Video)

Brytyjski / Australijski CD 2
1. "Spinning Around" – 3:28
2. "Cover Me with Kisses" – 3:08
3. "Paper Dolls" – 3:34

Europejski CD 1
1. "Spinning Around" – 3:28
2. "Cover Me with Kisses" – 3:08
3. "Paper Dolls" – 3:34
4. "Spinning Around" (Sharp Vocal Mix) – 7:04
5. "Spinning Around" (Video)